# Mihnea Costoiu
Mihnea Cosmin Costoiu (ur. 2 marca 1972 w Târgu Jiu) – rumuński polityk i nauczyciel akademicki, senator, w latach 2012–2014 minister, rektor Uniwersytetu Politechnicznego w Bukareszcie.

## Życiorys
W 1997 ukończył studia na Uniwersytecie Politechnicznym w Bukareszcie. W 2011 został absolwentem studiów z zarządzania szkołą wyższą na Akademii Studiów Ekonomicznych w Bukareszcie. Pracował początkowo jako inżynier i prezes spółki prawa handlowego. Został wykładowcą na ASE oraz w SNSPA w Bukareszcie. W latach 2001–2004 był sekretarzem generalnym ministerstwa edukacji i nauki, następnie do 2005 kierownikiem projektu w tym resorcie. W latach 2005–2012 zajmował stanowisko dyrektora generalnego Uniwersytetu Politechnicznego w Bukareszcie. W 2012 objął funkcję rektora tej uczelni.
Działacz Partii Socjaldemokratycznej. W 2009 był sekretarzem stanu w ministerstwie edukacji, badań naukowych i innowacji. W grudniu 2012 został ministrem delegowanym ds. szkolnictwa wyższego, badań naukowych i rozwoju technologicznego w drugim rządzie Victora Ponty. Pozostał na tej funkcji również w utworzonym w marcu 2014 trzecim gabinecie tegoż premiera, stanowisko to zajmował do grudnia 2014. Również w 2014 wszedł w skład Senatu, w izbie wyższej rumuńskiego parlamentu zasiadał także w kolejnej kadencji (do 2020).
Objęty postępowaniem karnym w sprawie nadużyć dotyczących bazy sportowej w Bukareszcie, w 2022 został skazany na karę 3 lat pozbawienia wolności z warunkowym zawieszeniem jej wykonania.